# Benzoin
Benzoin ist das einfachste aromatische Hydroxyketon. Es kommt natürlich in einigen Pflanzen vor. Benzoin ist eine chirale Substanz, die im Handel sowohl in der racemischen als auch in den beiden enantiomerenreinen Formen erhältlich ist.

## Geschichte
Das mit „Benzin“ verwandte Wort „Benzoin“ existierte bereits im 16. Jahrhundert und bezeichnete wie Benzoe im 17. Jahrhundert wahrscheinlich das Harz indonesischer Storaxbäume. Benzoin wurde erstmals im Jahre 1832 von Justus von Liebig und Friedrich Wöhler bei ihren Untersuchungen von Bittermandelöl synthetisiert, das als Hauptbestandteil Benzaldehyd neben Spuren von Blausäure enthält. Die katalytische Synthese in Form der Benzoin-Addition wurde von Nikolai Zinin in seiner Zeit mit Liebig verbessert.

## Herstellung
Benzoin lässt sich aus Benzaldehyd durch Cyanid-katalysierte Addition (Benzoin-Addition) herstellen. Die Reinigung kann durch Sublimation erfolgen.
Diese Reaktion gelingt für viele aromatische Aldehyde und Glyoxale. Die entstehenden α-Hydroxycarbonylverbindungen werden als Benzoine bezeichnet.

## Eigenschaften
Benzoin ist ein in reiner Form weißer, sonst weißer bis gelblicher Feststoff mit aromatischem Geruch. Sein Drehwert beträgt (R): −115° (c = 1,5 in Aceton) bzw. (S): +115° (c = 1,5 in Aceton). Der Flammpunkt liegt bei 181 °C.
Benzoin wirkt als α-Hydroxyketon reduzierend. Bei der Dehydrierung entsteht Benzil.

## Verwendung
Benzoin findet im Pulverlackbereich als Entgasungs- und Verlaufsmittel Anwendung und wird als Ausgangsstoff zur Synthese von Benzil eingesetzt. In der EU ist Benzoin als Racemat durch die Verordnung (EG) Nr. 1334/2008 (Aromenverordnung) mit der FL-Nummer 07.028 als Aromastoff für Lebensmittel zugelassen.
Benzoin eignet sich auch für einen Demonstrationsversuch: Dazu werden geringe Mengen von Benzoin zusammen mit Benzil bei Raumtemperatur in einem geschlossenen Gefäß in Ethanol aufgelöst und dann Natriumhydroxid zugesetzt. Wird das Gefäß geschüttelt, so nimmt die Lösung sofort eine klare gelbe Farbe an, die in Ruhe nach einigen Sekunden wieder nach purpurrot umschlägt. Grund für die beliebig oft wiederholbare Reaktion ist die Bildung eines Radikal-Anions, das beim Schütteln mit dem Sauerstoff reagiert.